# Grigorij Alekszejevics Javlinszkij
Grigorij Alekszejevics Javlinszkij (oroszul: Григорий Алексеевич Явлинский; (Lvov, 1952. április 10. –) liberális nézeteiről ismert orosz politikus, közgazdász, az Oroszországi Demokrata Párt (Jabloko) elnöke.

## Szülei
Apja a háborúban a fronton harcolt, utána Lvovban telepedett le, ahol levelező tagozaton a helyi tanárképző főiskola történelem szakát és a belügyi főiskolát végezte el, ifjúsági nevelőintézetekben nevelősködött. Grigorij anyja Harkovban született, a háború alatt Taskentbe evakuálták, utána családjával Lvovba költözött. A Lvovi Egyetemen végzett, kémiatanárnőként dolgozott. Javlinszkij szülei Lvivben vannak eltemetve.

## Pályája

### A szovjet korszak idején
A ma Ukrajnához tartozó Lvov városában született 1952. április 10-én. A középiskola utolsó osztályát esti tagozaton fejezte, közben a helyi üveggyárban dolgozott. 1969-ben felvették a Moszkvai Népgazdasági Főiskolára, ahol 1973-ban általános közgazdász diplomát szerzett, utána további három évig volt aspiráns.
Két évig a Központi Szénipari Hivatal kutatóintézetének főmérnöke volt, többek között a szibériai Kemerovo és Novokuznyeck városok bányavállalatainál munkanormák és minősítési rendszerek kidolgozásával foglalkozott. Később a munka- és szociális kérdések állami bizottságának, 1989-ben a Szovjetunió Minisztertanácsának apparátusában gazdasági beosztásokban dolgozott, a gazdasági reformtörekvések egyik fő szószólója és programjainak kialakítója lett. Harmadmagával kidolgozta a Szovjetunió gazdasági reformjának tervezetét, (ez volt az ún. 400 napos, később 500 napos program), de mivel azt nem fogadták el, 1990 őszén lemondott az OSZSZK miniszterelnök-helyettesi tisztségéről. 1985-től 1991. augusztus 20-áig, (az államcsínyig) a kommunista párt tagja volt.

### A Szovjetunió felbomlása után

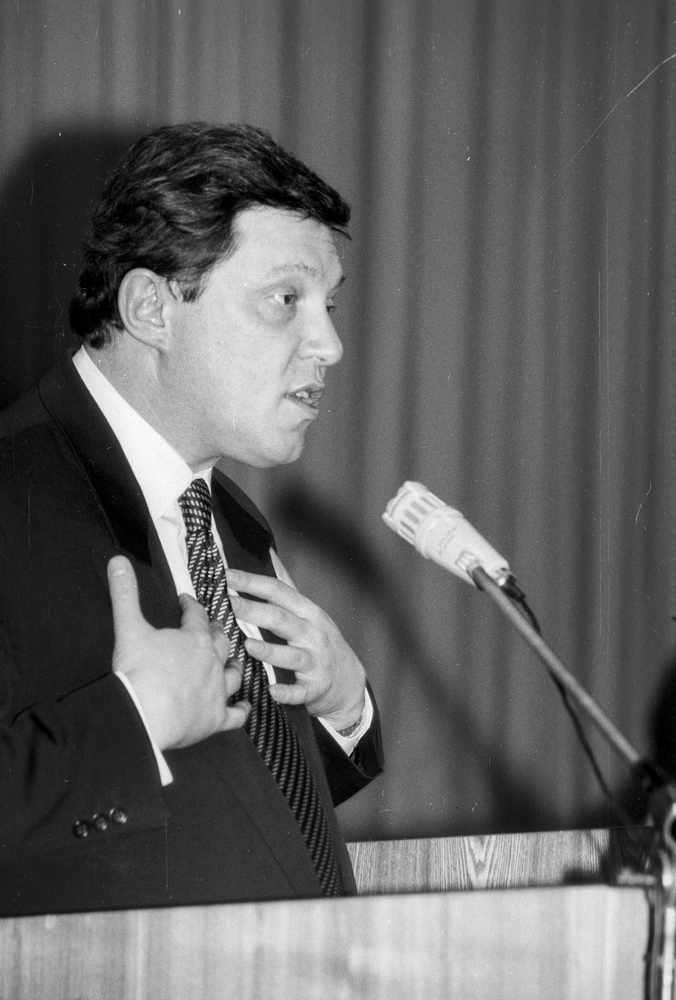
Javlinszkij egy közönségtalálkozón (1997)

1991-ben munkatársaival önálló gazdasági és politikai kutatóközpontot alapított (EPIcentr), ő maga személyesen is részt vett Szentpétervár és Moszkva privatizációs terveinek kidolgozásában. 1993-ban részt vett a „Jabloko” nevű választási tömörülés megalapításában és annak vezetőjeként az Állami Duma képviselője lett. (A jabloko jelentése: alma, de a szó a tömörülés három vezetőjének – Javlinszkij-Boldirjev-Lukin – nevére utal.) A tömörülés később párttá alakult, melynek a kezdetektől Javlinszkij maradt első számú vezetője. A párt a Dumában 1993-tól kezdve önálló frakcióval rendelkezett, támogatottsága azonban csökkent, és a 2003. évi parlamenti választásokon már az 5%-os küszöböt sem sikerült elérniük. Maga Javlinszkij 1996-ban és 2000-ben is jelöltként indult az elnökválasztásokon, de 7,4%, illetve 5,8%-nyi szavazatot sikerült csak elérnie.
2007-ben ismét bejelentette indulását a soron következő elnökválasztáson. Javlinszkij politikai programját az év júniusában pártja vezetősége előtt 7 pontban foglalta össze, majd szeptemberi kongresszusukon „az ország modernizációjának” programját mint a fennálló – szavai szerint „autoriter”, „neobolsevista” – hatalommal szemben alternatívát kínáló megoldást újból kifejtette.
Szintén indult a 2018-as elnökválasztáson, február 7-én regisztrálta őt hivatalos jelöltként az Orosz Központi Választási Bizottság.